# Episcada carcinia
Espèce
Episcada carcinia est un insecte lépidoptère  de la famille des Nymphalidae, de la sous-famille des Danainae et du genre Episcada.

## Dénomination
Episcada carcinia a été décrit par William Schaus en 1902.

## Description
Episcada carciniaa est un papillon à l'abdomen mince, aux ailes antérieures beaucoup plus longues que les ailes postérieures et à bord interne concave.
Les ailes sont transparentes avec de très fines veines et une bordure marron sur le dessus, ocre doré sur le revers. Sur les ailes antérieures un trait marron va du bord costal à l'angle de la cellule.

## Écologie et distribution
Episcada carcinia est présent dans le nord de l'Argentine, au Paraguay et au Brésil.

### Protection
Pas de statut de protection particulier.